# سنجاب آند
سنجاب آند (نام علمی: Sciurus pucheranii) نام یک گونه از سرده سنجاب است.